# Abierto de Brasil 2010
El Abierto de Brasil 2010 fue un torneo de tenis masculino del ATP World Tour en la serie 250, que se jugó del 8 al 14 de febrero en Costa do Sauípe, Brasil.

## Cabezas de serie
A continuación se detallan los cabeza de serie de cada categoría. Los jugadores marcados en negrita están todavía en competición. Los jugadores que ya no estén en el torneo se enumeran junto con la ronda en la cual fueron eliminados.

### Cabezas de serie (individuales masculino)
| 1. | Juan Carlos Ferrero | derrota a   | Łukasz Kubot      | Campeón          |
| 2. | Albert Montañés     | pierde ante | Łukasz Kubot      | 2.ª ronda        |
| 3. | Thomaz Bellucci     | pierde ante | Ricardo Mello     | Cuartos de final |
| 4. | Ígor Andréiev       | pierde ante | Łukasz Kubot      | Semifinal        |
| 5. | Victor Hănescu      | pierde ante | Ricardo Mello     | 2.ª ronda        |
| 6. | Pablo Cuevas        | pierde ante | Ígor Andréiev     | Cuartos de final |
| 7. | Horacio Zeballos    | pierde ante | Marcel Granollers | 1.ª ronda        |
| 8. | Richard Gasquet     | se retiró   |                   |                  |

### Cabezas de serie (dobles masculino)
| 1. | Łukasz Kubot/ Oliver Marach     | pierden ante | Pablo Cuevas/ Marcel Granollers      | Final     |
| 2. | Pablo Cuevas/ Marcel Granollers | derrotan a   | Łukasz Kubot/ Oliver Marach          | Campeones |
| 3. | Marcelo Melo/ Bruno Soares      | pierden ante | Lucas Arnold Ker/ Horacio Zeballos   | 1.ª ronda |
| 4. | André Sá/ Horia Tecău           | pierden ante | Juan Ignacio Chela/ Santiago Ventura | 1.ª ronda |

## Campeones
- Individuales masculinos:  Juan Carlos Ferrero derrota a  Łukasz Kubot 6-1, 6-0.

- Dobles masculinos:  Pablo Cuevas /  Marcel Granollers derrotan a  Łukasz Kubot/  Oliver Marach 7-5, 6-4.